# Latin Playboys
I Latin Playboys erano un gruppo musicale statunitense, progetto parallelo dei Los Lobos. La musica dei Latin Playboys è ostica, sperimentale, caratterizzata da texture cinematiche, e ispirata alla cosiddetta "roots music" e al blues oltre a essere in qualche modo vicina Tom Waits e Captain Beefheart.

## Storia del gruppo
I Latin Playboys furono fondati nel 1994 ed erano composti da David Hidalgo e Louie Pérez, entrambi membri dei ben più noti Los Lobos. Hidalgo registrò una serie di demo dimostrative e sperimentali su un registratore di audiocassette a quattro tracce originariamente destinate a essere pubblicate a nome Los Lobos. Tuttavia, lui e il tastierista/produttore Mitchell Froom decisero invece di utilizzarle come spunto per inaugurare un nuovo progetto che prese il nome di Layin Playboys.
Il primo album omonimo (1994) contiene le tracce Manifold de Amour e Forever Night Shade Mary, che furono utilizzate nella colonna sonora del film Desperado (1995) di Robert Rodriguez. Nel 1999 la formazione incise il secondo e ultimo album Dose e si esibì allo storico Lee's Palace di Toronto insieme a Lisa Germano.

## Formazione
- Tchad Blake
- Mitchell Froom
- David Hidalgo
- Louie Pérez

## Discografia

### Album in studio
- 1994 – Latin Playboys
- 1999 – Dose